# Klášter Quedlinburg

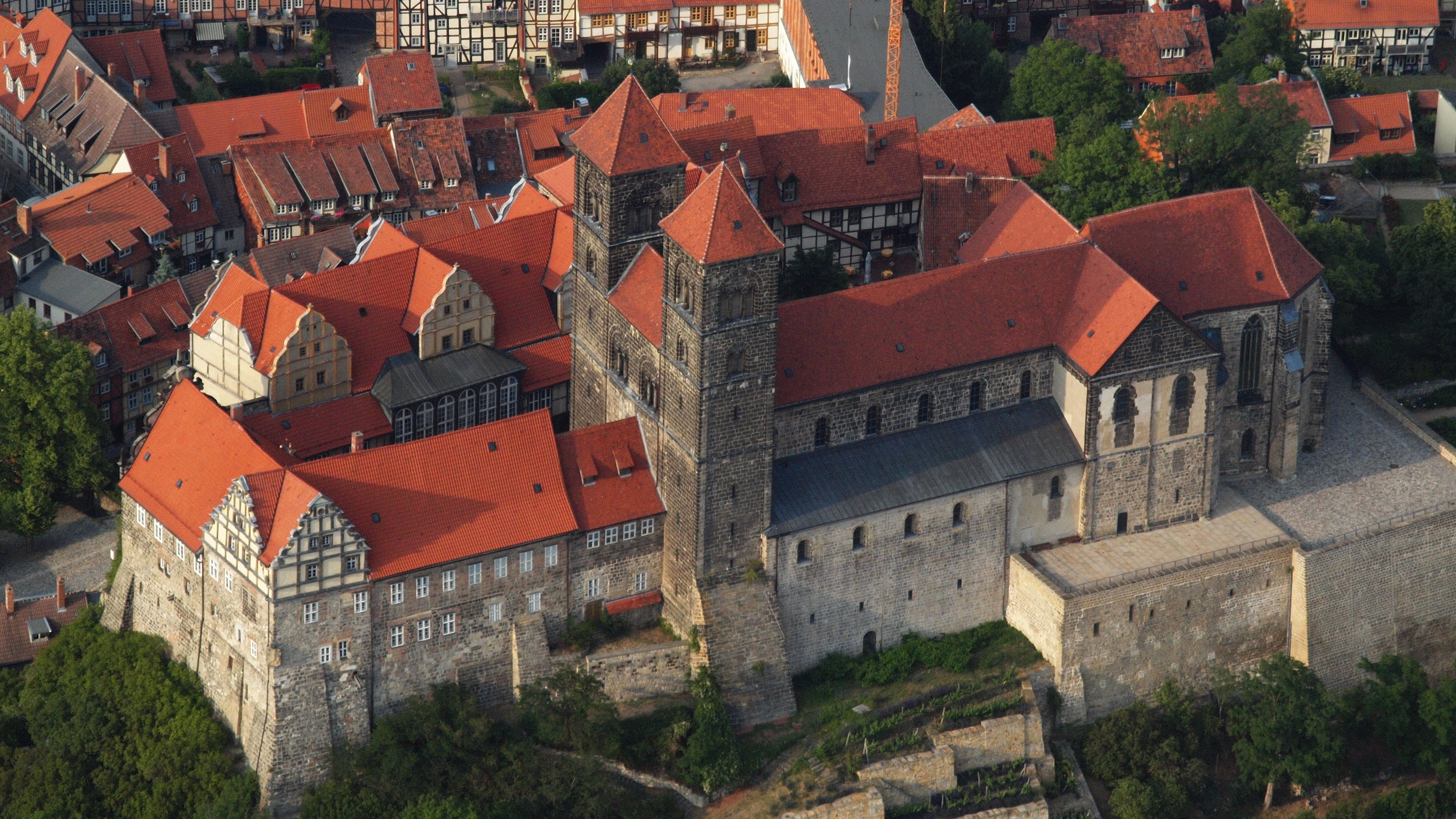
Klášter Quedlinburg

Klášter Quedlinburg (německy Das Stift Quedlinburg, Reichsstift Quedlinburg) je románský klášter postavený ve městě Quedlinburg v Sasko-Anhaltsku.

## Historie
Klášter Quedlinburg patří mezi tzv. „otonské“ kláštery. Byl založen roku 936 královnou vdovou Matyldou z Ringelheimu a jejím synem Otou I. Velikým na počest památky čerstvě zesnulého krále Jindřicha I. Ptáčníka a celé dynastie. První představenou nového ženského kláštera se stala sama královna vdova a po ní několik dcer vládnoucích Otonů. Byl zde pohřben Jindřich Ptáčník a sama fundátorka. Klášter byl centrem stejnojmenného opatství, které existovalo jako samostatný německý stát do roku 1803.
Roku 1539 se stal klášter protestantským střediskem. V jeho čele stály nadále ženy s titulem abatyše; poslední z nich byla Žofie Albertina Švédská.
Roku 1938 klášter zabavil Himmler a proměnil ve svatyni SS, protože plánoval následovat myšlenky Jindřicha I. k expanzi na východ.